# Australian Capital Territory
Teritoriul capitalei australiene, în engleză Australian Capital Territory (ACT) este cel mai mic teritoriu  autonom intern australian, în care este situată capitala  Australiei, Canberra. ACT ocupă o suprafață de 2.430 km², fiind o enclavă (cuprins geografic complet) în statul federal Noua Galie de Sud.

## Administrație
ACT are un regim de conducere propriu, neavând însă gradul de autonomie al statelor federale din Australia. Teritoriul este condus de un prim ministru, care în prezent este Jon Stanhope (ALP), cu un parlament (Australian Capital Territory Legislative Assembly) alcătuit din 17 membri, care pot lua hotărâri valabile numai pe teritoriul ACT. Coroana britanică e, în schimb, reprezentată aici de un guvernator general, spre deosebire de teritoriile insulare ale Australiei.

## Istoric
Colonizarea Australiei a început înainte de anii 1820, inițial pe acest teritoriu trăia populația aborigenă, acătuită din triburile Ngunnawal, Walgalu și Ngarigo. Din anul 1824, prin procesul de colonizare s-au format așezări mici de fermieri, urmat ulterior de aparația unor localități. Ferma lui William Farrer a intrat în istoria colonizării Australiaiei, ca una dintre primele ferme care a fost înălțată în regiune. 
În timpul controverselor Commonwealth of Australia asupra deciziei de a stabili capitala la Melbourne sau Sydney s-a ajuns la compromisul de stabili capitala între cele două orașe, la cel puțin 161 km de Sydney.
Hotărârea a fost luată în anul 1908, iar în anul 1910 s-a hotărât alcătuirea în statul Noua Galie de Sud a enclavei ACT, care la început era denumită „Federal Capital Territory”.
"Teritoriul Golfului Jervis" (Jervis Bay Territory) e tot un ținut interior al Federației australiene. A fost cedat de Noua Galie de Sud guvernului federal la 1915, pentru ca Teritoriul capitalei australiene să aibă acces la mare, înspre răsărit.   
1. ↑  Telecommunications Numbering Plan 2015